# もちづき (護衛艦)
もちづき（ローマ字：JDS Mochizuki, DD-166、ASU-7019）は、海上自衛隊の護衛艦。たかつき型護衛艦の3番艦。艦名は「望月」（陰暦十五夜の月、満月の異称）に由来し、同じ名を持つ艦艇としては旧海軍の睦月型駆逐艦11番艦「望月」に続き2代目。

## 艦歴
「もちづき」は、第2次防衛力整備計画に基づく昭和40年度計画3,000トン型甲II型警備艦、2306号艦として石川島播磨重工業東京第2工場で1966年11月22日に起工され、1968年3月15日に進水、1969年3月25日に就役し、第2護衛隊群に直轄艦として編入され佐世保に配備された。
本艦から新造時の基準排水量は3,100トンとなり、主機は川崎衝動型、缶は川崎BD120-1型が採用されている。同型艦では川崎製主機は本艦のみである。
1971年2月1日、第2護衛隊群第1護衛隊に編入され、定係港が呉に転籍。
1972年及び1979年に遠洋練習航海に参加した。
1974年11月9日に東京湾で発生した第十雄洋丸事件に対応するため災害派遣される事となり、11月26日に護衛艦「はるな」、「たかつき」、「ゆきかぜ」とともに処分現場に派遣され、翌27日から28日にかけて海没処分するための射撃を実施した。
1977年5月12日から6月27日まで、護衛艦「きくづき」、潜水艦「まきしお」、P-2J 8機とともにハワイ派遣訓練に参加。
1980年11月1日から12月17日まで、護衛艦「たちかぜ」、「きくづき」、P-2J 8機とともにハワイ派遣訓練に参加。
1983年3月30日、第3護衛隊群直轄艦となり、定係港が舞鶴に転籍。
1984年3月30日、第3護衛隊群隷下に第2護衛隊が新編され「ながつき」とともに編入。
1989年1月25日、第2護衛隊が舞鶴地方隊隷下に編成替え。
1994年6月から護衛艦「ながつき」、「たかつき」、「しらゆき」とともに北米方面遠洋練習航海に参加。
1995年3月16日、舞鶴地方隊に直轄艦として編入。同年4月1日、特務艦に種別変更され、艦籍番号がASU-7019に変更、定係港が再び佐世保に転籍。
1999年3月19日、除籍。総航程は706,382.6浬（地球32.7周）に達した。